# Utricularia multicaulis
Utricularia multicaulis är en tätörtsväxtart som beskrevs av Oliver. Utricularia multicaulis ingår i släktet bläddror, och familjen tätörtsväxter. Inga underarter finns listade i Catalogue of Life.